# Epidemia de cólera de 1886-1888 en Chile
La epidemia de cólera de 1886-1888 fue un brote epidémico que afectó a Chile, y que causó la muerte de entre 23 000 y 40 000 personas.

## Historia
El primer caso de cólera se reportó en Santa María, en la zona central de Chile, el 25 de diciembre de 1886, y dos a tres días después se detectaron casos en San Felipe, La Calera y Quillota. A pesar de los cordones sanitarios que se implementaron al valle del Aconcagua, dentro de pocos días se extendió por Valparaíso y Santiago, que reportó sus primeros casos en el barrio de Barrancas.
El gobierno de José Manuel Balmaceda tomó como medidas en todo el país el cierre de los pasos cordilleranos, cordones sanitarios y estaciones de cuarentena. En Santiago se creó un comité ejecutivo que estableció tres lazaretos para la ciudad, mientras que en Valparaíso se prohibieron las ventas de alimentos en las calles de la ciudad.
En la zona central el brote decayó al iniciarse el otoño, pero en octubre se inició una nueva explosión en los casos que llevaron a que el gobierno tomara nuevas medidas, esta vez destinadas al tratamiento de los enfermos, además de crear una comisión directiva a nivel nacional a cargo del médico Wenceslao Díaz. En noviembre se atendieron 674 enfermos de cólera en los hospitales de Santiago, y para fines de 1887 el cólera se había propagado de norte a sur del país, entre las localidades de Freirina y Valdivia.
Para 1887, en la ciudad de Chillán, la propagación de la enfermedad, tuvo su punto de inicio en el actual sector de Schleyer, cual posteriormente, a mediados de año, fuera propagada en los sectores norte y oriente de la ciudad, donde el principal foco de contagio era el contacto con el agua del Estero Las Toscas. El intendente de la Provincia de Ñuble, contabilizó la cantidad de fallecidos en la división administrativa, cual fue de 263 personas en Coihueco, 96 en Pinto, 41 en el Departamento de Yungay, 300 en San Carlos y 293 en Bulnes, descartando fallecidos en la capital provincial.
En el mes de marzo de 1888 se reportaron casos en Copiapó, cuando la intensidad de la epidemia comenzaba a declinar, y el último caso fue declarado en Ovalle el 2 de julio de 1888.